# Lemonniera centrosphaera
Lemonniera centrosphaera är en svampart som beskrevs av Marvanová 1968. Lemonniera centrosphaera ingår i släktet Lemonniera, ordningen disksvampar, klassen Leotiomycetes, divisionen sporsäcksvampar och riket svampar.   Inga underarter finns listade i Catalogue of Life.